# La Folie de Gisèle
Pour plus de détails, voir Fiche technique et Distribution.
La Folie de Gisèle (Мания Жизели, Maniya Jizeli) est un film russe réalisé par Alekseï Outchitel, sorti en 1995.
Le film évoque la vie de la danseuse Olga Spessivtseva (1895-1991) et le titre fait référence au ballet Giselle.

## Fiche technique
- Titre original : Мания Жизели, Maniya Jizeli
- Titre français : La Folie de Gisèle
- Réalisation : Alekseï Outchitel
- Scénario : Avdotia Smirnova
- Photographie : Sergueï Lando
- Musique : Leonid Desyatnikov
- Pays d'origine : Russie
- Format : Couleurs - 35 mm
- Genre : biographie, drame, historique
- Durée : 95 minutes
- Date de sortie : 1995

## Distribution
- Galina Tiounina : Olga Spessivtseva
- Mikhaïl Kozakov : Akim Volynski
- Evgueni Sidikhine : Boris Kaplun
- Andreï Smirnov : George Brown
- Sergey Vinogradov : Anton Dolin
- Ivan Okhlobystine : Serge Lifar
- Aleksandr Khvan : Kitaets
- Tatyana Moskvina : infirmière
- Alexeï Guerman Jr : docteur

## Récompense
- Festival du cinéma russe à Honfleur 1995 : Grand prix